# Liza luciae
Liza luciae је зракоперка из реда Mugiliformes. 

## Угроженост
Ова врста се сматра угроженом.

## Распрострањење
Јужноафричка Република је једино познато природно станиште врсте.

## Станиште
Станиште врсте су слатководна подручја.